# Velký palác v Bangkoku
Velký palác či Královský palác (thajsky พระบรมมหาราชวัง, transkripce Phra Borom Maha Ratcha Wang) je komplex budov v centru hlavního města Thajska, Bangkoku. Od roku 1782 je oficiálním sídlem thajských králů. Král, příslušný panovnický dvůr a vláda sídlili v paláci až do roku 1925. Palác se stále využívá pro oficiální akce, každoročně se zde koná několik královských obřadů. Patří mezi nejoblíbenější turistické atrakce v Thajsku.
Stavba paláce začala na příkaz krále Phra Phutthayotfa Chulaloka (Ráma I.), zakladatele Dynastie Chakri, který přestěhoval hlavní město z Thonburi do Bangkoku, dne 6. května 1782. Následně bylo přistavěno mnoho nových budov, zejména za vlády krále Rámy V. V roce 1925 již král, královská rodina a vláda přestali v paláci žít a přestěhovali se do jiných rezidencí. Po zrušení absolutistické monarchie v roce 1932 palác opustily vládní úřady, do té doby byl Královský palác administrativním i náboženským centrem země.

Poloha Velkého paláce

Tvarem je komplex zhruba obdélníkový a jeho celková plocha přesahuje 218 400 metrů čtverečních. Nachází se na břehu řeky Čao-Praja na ostrově Rattanakosin, který je dnes součástí bangkokského distriktu Phra Nakhon. Na sever od komplexu se nachází park Sanam Luang.
Palác se skládá z mnoha budov, sálů a pavilonů, které jsou rozpoloženy kolem jednotlivých zahrad a nádvoří. Dělí se na vnitřní, střední a vnější část. Vnitřní část (na jižním okraji) byla pouze pro ženy, ve střední části se pak nacházely královské haly a sály. Vnější část leží na severozápadní straně, zde se nacházely státní kanceláře. Součástí je i buddhistický chrám Wat Phra Kaeo na severovýchodě komplexu. Celý palácový komplex je obležen vysokými zdmi, a proto byl vnímán jako město ve městě.
Asymetrie a eklektismus Velkého paláce je způsobena postupnými přestavbami v období 200 let. Je částečně přístupný veřejnosti, ale nachází se zde několik královských kanceláří.